# Aziatische kampioenschappen wielrennen 2023
De Aziatische kampioenschappen wielrennen van 2023 vonden plaats van 7 tot 13 juni in het Thaise Rayong op de weg. Er werden ook kampioenschappen Para-cycling tijdrijden georganiseerd op 7 juni.

## Medaillewinnaars

### Wegwielrennen

#### Mannen
| Onderdeel    | Goud               | Zilver               | Brons                           |
| Elite        | Elite              | Elite                | Elite                           |
| ------------ | ------------------ | -------------------- | ------------------------------- |
| Wegwedstrijd | Gleb Brusenskii    | Yevgeniy Gidich      | Yukiya Arashiro                 |
| Ind. tijdrit | Yevgeniy Fedorov   | Sergio Tu            | Jambaljamts Sainbayar           |
| Beloften     |                    |                      |                                 |
| Wegwedstrijd | Ruslan Aliyev      | Behzodek Rakhimbaev  | Jasim Saif Abdulla Jasim Al-Ali |
| Ind. tijdrit | Andrey Remkhe      | Jinyang Ju           | Muhammad Andy Royan             |
| Junioren     |                    |                      |                                 |
| Wegwedstrijd | Tinnapat Muangdet  | Muhammad Adam Razali | Nuntakorn Nontakeaw             |
| Ind. tijdrit | Mikhail Podluzhnyy | Muhammad Nurahmat    | Le Xuan Loc Pham                |

#### Vrouwen
| Onderdeel     | Goud                | Zilver         | Brons             |
| Elite         | Elite               | Elite          | Elite             |
| ------------- | ------------------- | -------------- | ----------------- |
| Wegwedstrijd  | Nguyễn Thị Thật     | Jiajun Sun     | Jutatip Maneephan |
| Ind. tijdrit  | Olga Zabelinskaya   | Na Ah-reum     | Rinata Sultanova  |
| Beloften      |                     |                |                   |
| Wegwedstrijd* | Phi Kun Pan         | Yanina Kuskova | Dewika Mulya Sova |
| Ind. tijdrit  | Yanina Kuskova      | Yuhang Cui     | Evgeniya Golotina |
| Junioren      |                     |                |                   |
| Wegwedstrijd  | Thi Ngoc Thao Thach | Evgenia Zaam   | Asal Rizaeva      |
| Ind. tijdrit  | Thi Be Hong Nguyen  | Asal Rizaeva   | Chai Roug Lee     |

*de wegwedstrijd bij de vrouwen beloften werd tegelijkertijd met de wegwedstrijd bij de elite verreden

#### Gemengd
| Onderdeel                 | Goud | Zilver | Brons |
| Elite                     | Elite | Elite | Elite |
| ------------------------- | --- | --- | --- |
| Gemengde ploegenestafette | Kazachstan Igor Chzhan, Yevgeniy Fedorov, Dmitriy Groezdev, Makhabbat Umutzhanova, Marina Kuzmina en Rinata Sultanova   | Oezbekistan Dmitriy Bocharov, Yanina Kuskova, Behzodek Rakhimbaev, Evgeniya Golotina, Aleksey Fomovskiy en Olga Zabelinskaya | China Yikui Niu, Tingting Wang, Jiankun Liu, Yuhang Cui, Jiajun Sun en Li Jun Bai                                                  |
| Junioren                  | | | |
| Gemengde ploegenestafette | Kazachstan Batyrkhan Alik, Evgenia Zaam, Viktoriya Marchuk, Mansur Beisembay, Mikhail Podluzhnyy en Ekaterina Udovykina | Thailand Tinnapat Muangdet, Natcha Songkhen, Aphisit Supan, Nuntakorn Nontakeaw, Pittayapron Seatun en Chin Rungchotwattana  | Oezbekistan Asal Rizaeva, Diyor Takhirov, Sevinch Yuldasheva, Kamoliddin Bakhriddinov, Farrukh Bobosherov en Mohinabonu Elmurodova |

### Para-cycling (tijdrijden)[3]

#### Mannen
| Onderdeel | Goud                             | Zilver                                        | Brons                                |
| --------- | -------------------------------- | --------------------------------------------- | ------------------------------------ |
| Tandem    | Jungbeen Kim en Jungheon Yoon    | Surachai Yokphanitchakit en Patsakorn Arunsri | Somrak Phuphap en Narongrit Ninsuwan |
| C1        | Mohamad Yusof Hafizi Shaharuddin | Bunyod Khayitmakhammadov                      | Montree Saowahawanichakij            |
| C2        | Golibbek Mirzoyarov              | Tryagus Rachman                               | Abror Artikov                        |
| C3        | Muhammad Adi Raimie Amizazahan   | Yongsik Jin                                   | Muhammad Adi Raimie Amizazahan       |
| C4        | Muhammad Fadli Imammuddin        | Dava Haikal Rizki                             | Pavel Babenko                        |
| C5        | Azimbek Abdullaev                | Sufyan Saori                                  | Mahdi Mohammadi                      |
| H1        | Phongchai Yanaruadee             | -                                             | -                                    |
| H2        | Dongok Kim                       | -                                             | -                                    |
| H3        | Youngki Kim                      | Ayed Ali Al Hbabi                             | Nonthawa Khowsutthi                  |
| H4        | Sumas Panalai                    | Anwa Wae                                      | Prashant Arkal                       |
| H5        | Atachai Sriwichai                | Euihyun Sin                                   | Tanattarit Songchamrat               |
| T1        | Aziz Atakhodjaev                 | -                                             | -                                    |
| T2        | Krit Saomuang                    | -                                             | -                                    |

#### Vrouwen
| Onderdeel | Goud                              | Zilver                                              | Brons                                |
| --------- | --------------------------------- | --------------------------------------------------- | ------------------------------------ |
| Tandem    | Sri Sugiyanti en Ni'mal Maghfiroh | Nur Azlia Syafinaz Mohd Zais en Nurul Suhada Zainal | Zhuldyz Kainarova en Aigerim Nurgali |
| C5        | Salma Alkhateri                   | -                                                   | -                                    |
| H1        | Darin Sheepchondan                | -                                                   | -                                    |
| H3        | Yunjung Hu                        | Naphatsakorn Rodklang                               | -                                    |
| H4        | Doyeon Lee                        | -                                                   | -                                    |
| T1        | Fotima Saipova                    | -                                                   | -                                    |
| T2        | Odina Khamdamova                  | -                                                   | -                                    |